# Aegosoma scabricorne
Aegosoma scabricorne är en skalbaggsart som först beskrevs av Giovanni Antonio Scopoli 1763.  I den svenska databasen Dyntaxa används istället namnet Aegosoma scabricornis. Aegosoma scabricorne ingår i släktet Aegosoma och familjen långhorningar.
Artens utbredningsområde är:
- Corsica.
- Frankrike.
- Iran.
- Ukraina.

Arten har ej påträffats i Sverige. Inga underarter finns listade i Catalogue of Life.

## Bildgalleri

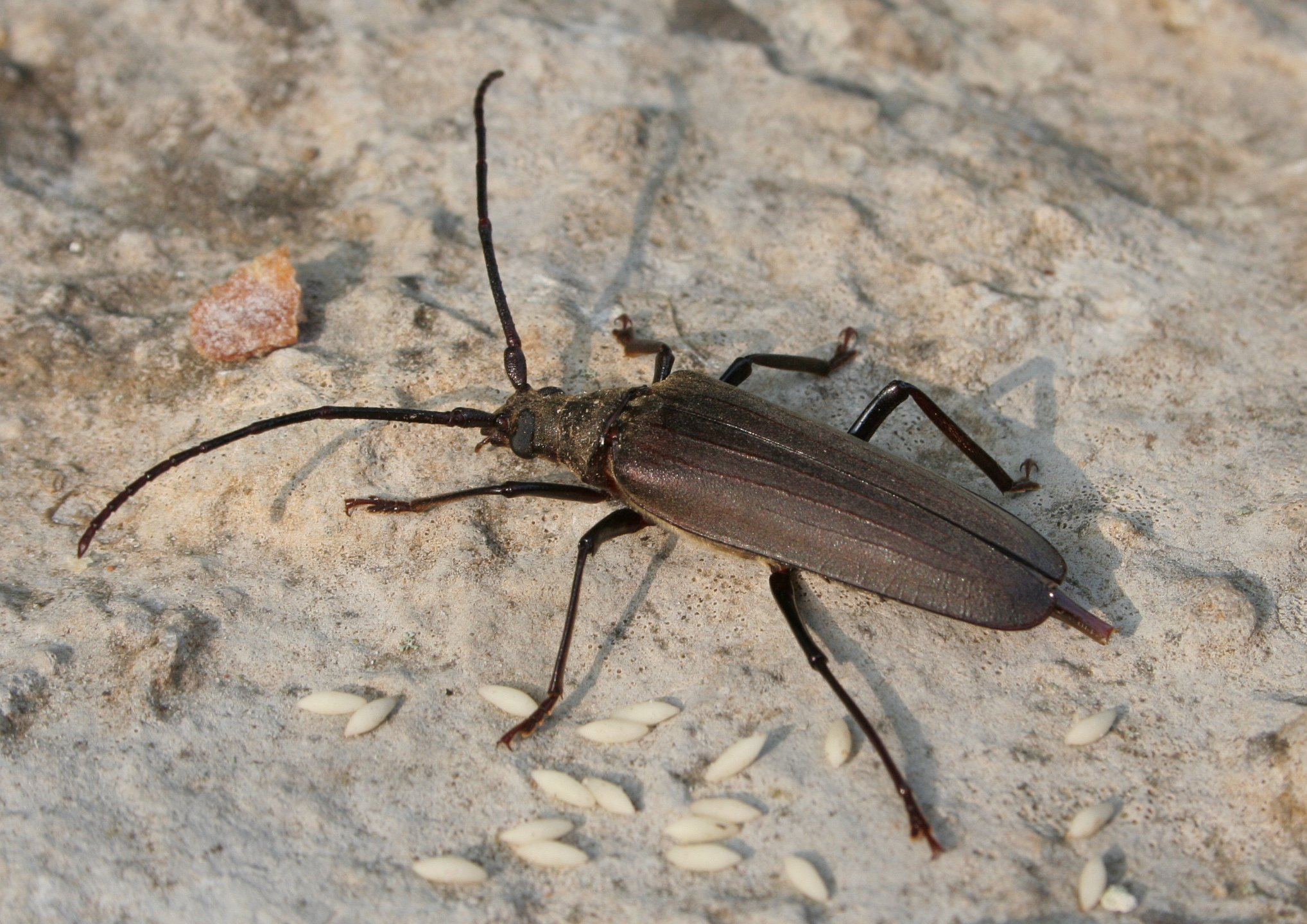